# Abacella pertusa
Abacella pertusa, predstavnik biljnog fosilnog roda Abacella. Pripada u zelene alge (Chlorophyta) i porodici Halimedaceae (tribus Udoteae), nekada u porodici Codiaceae.
Fosili su s područja Kuznjeckog bazena iz donjeg devona.